# Cana do leme

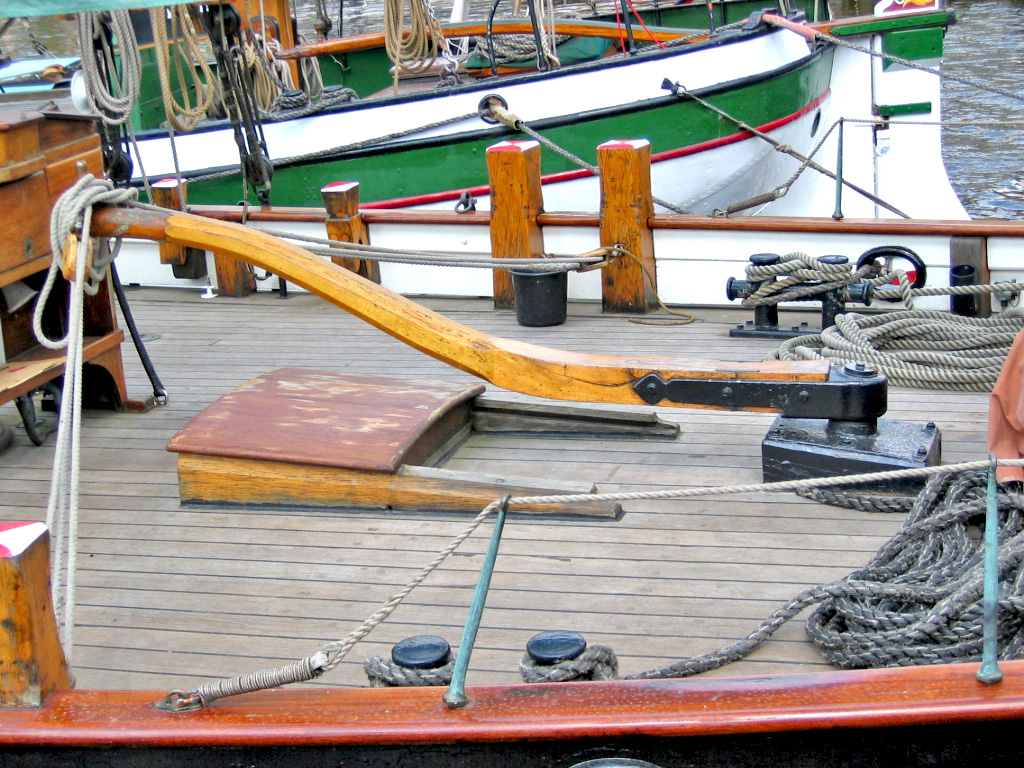
Cana do leme

A cana do leme ou barra do leme é uma alavanca de metal ou madeira que permite manobrar o leme de um barco.
A cana do leme quando empurrada para a esquerda faz virar o barco para … estibordo, quer dizer que o movimento é sempre feito no sentido contrário relativamente ao lado para onde se quer virar, e isso devido ao facto da cana do lema ser o prolongamento da parte superior do lema.
É a voz do timoneiro, "virar de bordo" que se deve virar a cana do lema sem brusquidão mas com firmeza.
Nos veleiros de maiores dimensões ou em navios utiliza-se a roda do leme.